# The Hustle
The Hustle ist ein Disco-Song von Van McCoy & the Soul City Symphony aus dem Jahr 1975, der von ihm geschrieben wurde und auf dem Album Disco Baby erschien.

## Geschichte
Van McCoy komponierte den Song, während er in New York City ein Album produzierte und sein Partner Charles Kipps Gäste des Nachtclubs Adam’s Apple einen gleichnamigen Tanz aufführen sah.
Bei der Komposition orientierte sich Van McCoy an den Barry-White-Klassikern Love’s Theme und Can’t Get Enough of Your Love, Babe. Die Aufnahmen fanden im New York’s Media Sound Studio statt.
Die Veröffentlichung fand am 18. April 1975 statt. Im folgenden Sommer wurde das Lied ein Nummer-eins-Hit in den Vereinigten Staaten und Kanada.

## Coverversionen
- 1982: Spargo
- 1994: Gary’s Gang
- 1997: Jive Bunny & the Mastermixers (Pop Back in Time to the 70s)